# Czerniki (sielsowiet Juzufowa)
Czerniki (biał. Чэрнікі, ros. Черники) – wieś na Białorusi, w obwodzie mińskim, w rejonie mińskim, w sielsowiecie Juzufowa.